# Wereldkampioenschappen atletiek 2009 – marathon
Het onderdeel marathon op de IAAF wereldkampioenschappen atletiek 2009 in het Duitse Berlijn werd op 22 augustus (mannen) en 23 augustus (vrouwen) gehouden.

## Uitslagen
| Rang | Land | Atleet                    | Tijd         |
| ---- | ---- | ------------------------- | ------------ |
| 1    | KEN  | Abel Kirui                | 2:06.54 (CR) |
| 2    | KEN  | Emmanuel Mutai            | 2:07.48      |
| 3    | ETH  | Tsegay Kebede             | 2:08.35      |
| 4    | ETH  | Yemane Tsegay             | 2:08.42      |
| 5    | KEN  | Robert Kipkoech Cheruiyot | 2:10.46 (SB) |
| 6    | JPN  | Atsushi Sato              | 2:12.05      |
| 7    | MAR  | Adil Ennani               | 2:12.12      |
| 8    | ESP  | José Manuel Martínez      | 2:14.04 (SB) |

| Rang | Land | Atlete               | Tijd         |
| ---- | ---- | -------------------- | ------------ |
| 1    | CHN  | Bai Xue              | 2:25.15 (SB) |
| 2    | JPN  | Yoshimi Ozaki        | 2:25.25 (SB) |
| 3    | ETH  | Aselefech Mergia     | 2:25.32      |
| 4    | CHN  | Zhou Chunxiu         | 2:25.39 (SB) |
| 5    | CHN  | Zhu Xiaolin          | 2:26.08 (SB) |
| 6    | POR  | Marisa Barros        | 2:26.50      |
| 7    | JPN  | Yuri Kano            | 2:26.57 (SB) |
| 81   | RUS  | Alevtina Biktimirova | 2:27.39 (SB) |

1De Russische Nailja Joelamanova finishte als achtste in 2:27.08, maar werd in 2012 met terugwerkende kracht gediskwalificeerd wegens dopinggebruik.
Helsinki 1983 ·
Rome 1987 ·
Tokio 1991 ·
Stuttgart 1993 ·
Göteborg 1995 ·
Athene 1997 ·
Sevilla 1999 ·
Edmonton 2001 ·
Parijs 2003 ·
Helsinki 2005 ·
Osaka 2007 ·
Berlijn 2009 ·
Daegu 2011 ·
Moskou 2013 ·
Peking 2015 ·
Londen 2017 ·
Doha 2019·
Eugene 2022